# Krasnosilka (Odessa)
Krasnosilka (ukrainisch Красносілка; russisch Красносёлка Krasnosjolka) ist ein Dorf in der ukrainischen Oblast Odessa mit etwa 4500 Einwohnern (2001).

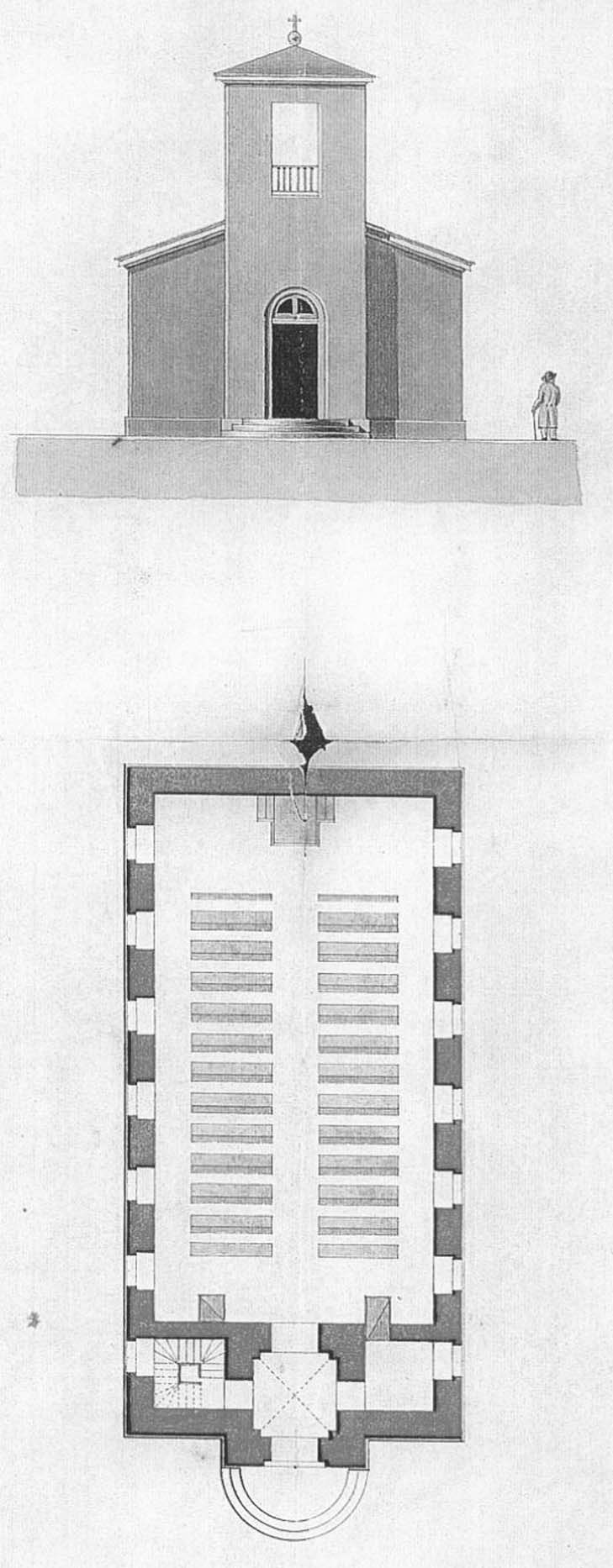
Bethaus Güldendorf (Hildendorf)

Das 1817 von deutschen Siedlern aus Baden und Württemberg unter dem Namen Güldendorf bzw. Hildendorf gegründete Dorf liegt am Südwestufer des Kujalnyzkyj-Limans (Куяльницький лиман) 35 km südwestlich vom Rajonzentrum ehemaligen Dobroslaw und 19 km nördlich vom Oblastzentrum Odessa.
Am 1. Februar 1945 wurde der Ort der bis dahin den ukrainischen Namen Hildendorf (Гільдендорф) trug seinen heutigen Namen.

## Verwaltungsgliederung
Am 12. August 2015 wurde das Dorf zum Zentrum der neugegründeten Landgemeinde Krasnosilka (Красносільська сільська громада/Krasnosilska silska hromada). Zu dieser zählten auch noch die 6 Dörfer Ilitschanka, Iwanowe , Korsunzi, Kubanka, Nowokubanka und Peremoschne, bis dahin bildete es zusammen mit den Dörfern Ilitschanka, Korsunzi, Kubanka, Nowokubanka und Peremoschne die gleichnamige Landratsgemeinde Krasnosilka (Красносільська сільська рада/Krasnosilska silska rada) im Südosten des Rajons Lyman.
Am 12. Juni 2020 kamen noch die 7 Dörfer Bukatschi, Lisynka, Nowi Schompoly, Pawlynka, Schamaniwka, Sosoniwka und Wassyliwka zum Gemeindegebiet.
Seit dem 17. Juli 2020 ist es ein Teil des Rajons Odessa.
Folgende Orte sind neben dem Hauptort Krasnosilka Teil der Gemeinde:
| Name                     | Name         | Name                             |
| ukrainisch transkribiert | ukrainisch   | russisch                         |
| ------------------------ | ------------ | -------------------------------- |
| Bukatschi                | Букачі       | Букачи                           |
| Ilitschanka              | Ілічанка     | Ильичанка (Iljitschanka)         |
| Iwanowe                  | Іванове      | Иваново (Iwanowo)                |
| Korsunzi                 | Корсунці     | Корсунцы (Korsunzy)              |
| Kubanka                  | Кубанка      | Кубанка                          |
| Lisynka                  | Лізинка      | Лизинка (Lisinka)                |
| Nowi Schompoly           | Нові Шомполи | Новые Шомполы (Nowyje Schompoly) |
| Nowokubanka              | Новокубанка  | Новокубанка                      |
| Pawlynka                 | Павлинка     | Павлинка (Pawlinka)              |
| Peremoschne              | Переможне    | Переможное (Peremoschnoje)       |
| Schamaniwka              | Шаманівка    | Шамановка (Schamanowka)          |
| Sosoniwka                | Созонівка    | Созоновка (Sosonowka)            |
| Wassyliwka               | Василівка    | Василевка (Wassilewka)           |